# 丸亀じゃんご
丸亀じゃんご（まるがめじゃんご）は、吉本興業（大阪本部）に所属するお笑いコンビ。2014年4月結成。NSC大阪校36期生。

## メンバー
北村 敏輝（きたむら としき、1989年10月31日 - ）（35歳）ツッコミ担当、立ち位置は向かって左。角刈りじゃない方。
- 大阪府大阪市出身[1]。京都教育大学附属高等学校[2]、関西大学卒業[3]。身長181cm、体重73kg、血液型AB型。
- 京都サンガF.ⅭとMr.Childrenのファンであり、ミスチルイントロクイズが得意[1]。
- 初めてお笑いを見たのは『爆笑オンエアバトル』（NHK総合）[4]。
- うどんよりそばが好き。

安場 泰介（やすば たいすけ、1990年1月2日 - ）（35歳）ボケ・ネタ作り担当、立ち位置は向かって右。
- 京都府相楽郡精華町出身[1]。京都教育大学附属高等学校、大阪大学外国語学部朝鮮語学科卒業[3]。英語の教員免許所持。身長163cm、体重70kg、血液型B型。
- 角刈りが特徴。散髪の頻度は10日に1回。
- 石田明（NON STYLE）率いる石田軍団ウエストの一員[5]。
- 高校時代は野球部所属。大学進学後も母校野球部のコーチとなり、大学3年からは現役学生のまま監督を務めた[6]。

## 来歴
2人は京都教育大学付属高校の同級生で、NSC大阪校に36期生として入学。2014年4月に『鴨川じゃんご』として結成し、大阪を拠点に活動していた。
2015年4月から芸歴2年目にして2代目丸亀市専属住みます芸人となり、コンビ名を現在のものに改名。土日祝日は丸亀城大手門付近で「おもてなしステージ」を行い、月1回の無料単独ライブ「じゃんごジャンゴDjango」を行うなど精力的に活動していたが、2017年4月1日をもって住みます芸人を卒業。卒業後も「丸亀」の屋号を引き続き名乗り続けている。住みます芸人をしていた際、2016年3月に「丸亀ふるさと劇団」も旗揚げしている。
2018年9月13日、「UP TO YOU! サバイバルステージ」を勝ち上がり劇場メンバー入りを果たす。以後はよしもと漫才劇場を中心に活動している。
2018年から同期のバッテリィズ・カベポスターとの合同ライブ「バカ丸」を定期的に開催している。
2018年7月14日、おたまじゃくし・キャタピラーズ・雷鳴との合同ライブ「夏だ!朝日だ! 4組合同ライブ」を開催。
2018年12月11日、おたまじゃくし・キャタピラーズとの合同ライブ「おたままるがめきゃたぴら～」を開催。
2019年3月1日、NHK上方漫才コンテストで初出場にして準優勝。
主にコント漫才を演じており、演技力の高さを売りにしている。

## 賞レースでの戦績

### M-1グランプリ
| 年度             | 結果         | エントリー No. | 会場                        | 日程     | 備考                                                    |
| ---------------- | ------------ | -------------- | --------------------------- | -------- | ------------------------------------------------------- |
| 2015年（第11回） | 1回戦敗退    | 783            | [大阪] テイジンホール       | 9月1日   |                                                         |
| 2016年（第12回） | 3回戦進出    | 752            | [京都] よしもと祇園花月     | 10月20日 |                                                         |
| 2017年（第13回） | 準々決勝進出 | 1389           | [大阪] メルパルクホール大阪 | 11月2日  | 1回戦敗退後、再エントリー制度を利用して準々決勝まで進出 |
| 2018年（第14回） | 準々決勝進出 | 803            | [大阪] なんばグランド花月   | 11月5日  |                                                         |
| 2019年（第15回） | 2回戦進出    | 146            | [大阪] 朝日生命ホール       | 10月7日  |                                                         |
| 2020年（第16回） | 2回戦進出    | 2207           | [京都] よしもと祇園花月     | 10月28日 |                                                         |
| 2021年（第17回） | 準々決勝進出 | 1977           | [大阪] なんばグランド花月   | 11月11日 |                                                         |
| 2022年（第18回） | 3回戦進出    | 1485           | [大阪] よしもと漫才劇場     | 10月24日 |                                                         |
| 2023年（第19回） | 3回戦進出    | 1418           | [大阪] よしもと漫才劇場     | 10月30日 |                                                         |
| 2024年（第20回） | 3回戦進出    | 5383           | [京都] よしもと祇園花月     | 10月27日 |                                                         |

### その他
- 2016年 第17回 新人お笑い尼崎大賞 漫才・コントの部 優秀賞
- 2018年 キングオブコント 1回戦敗退
- 2019年 NHK上方漫才コンテスト 準優勝
- 2019年 キングオブコント 2回戦進出
- 2020年 MBSラジオ演芸 ヤングスネーク杯 準優勝[12]
- 2020年 第41回 ABCお笑いグランプリ 最終予選進出
- 2020年 関西演芸しゃべくり話芸大賞 準グランプリ
- 2021年 NHK新人お笑い大賞 本戦出場（隣人が新型コロナウイルス感染で辞退したことによる繰り上げ）
- 2022年 第11回ytv漫才新人賞決定戦 第5位

## 出囃子
細川たかし『北酒場』

## 出演

### テレビ出演
- ミルンヘカモン!なんしょん?（岡山放送、2015年4月30日）
- どようDEど～よ（テレビせとうち、2015年9月26日）
- こちらハッピー探偵社（西日本放送テレビ、2016年9月 - ）- 月曜日
- ロケットぱぁんち（テレビせとうち、2015年8月2日、2016年12月24日、2017年1月7日）
- あらびき団（TBSテレビ、2016年12月28日）
- カンテレ開局60周年特別番組ハチネンマデ～若手が企画の種から考えました～（関西テレビ、2018年9月29日）
- ytv漫才新人賞選考会 ROUND2（読売テレビ、2018年11月2日）
- ytv漫才新人賞選考会 ROUND3（読売テレビ、2019年1月18日）
- FootStyle京都（J-COM京都、2022年2月16日 - ）- MC ※北村のみ

### ラジオ
- Acution!!815 onFriday（エフエム高松コミュニティ放送）- 金曜日パーソナリティ
- Weekdayみっくす（エフエムサン） - 月1レギュラー。丸亀じゃんごの漫才武者修行のコーナーを担当
- 女と男と木村のシャバダバ元気!!（京都放送、2015年9月10日）
- うたわら（レディオモモ、2015年7月11日）
- 夕刊ラジオ～レディオモモ（レディオモモ、2015年9月18日）
- JOY-U・CLUB（エフエム香川、2015年10月8日）
- にじラジ（レディオモモ、2015年10月17日）
- 時空掲示板優輔（山陽放送ラジオ、2015年10月17日）
- 気ままにラジオ（西日本放送ラジオ、2015年7月6日、12月10日）
- さわやかラジオ 気分上々（西日本放送ラジオ、2016年1月6日、2016年4月21日）
- It’s My Home Party（エフエム香川、2016年7月9日）
- 丸亀じゃんごのホップステップじゃんご!!（西日本放送ラジオ、2017年3月26日）
- 祇園のオンスト（エフエムちゅうおう、2017年10月23日）
- セルライトスパのオンスト（エフエムちゅうおう、2018年6月27日）
- サヤカノスタジオシー（エフエムあまがさき、2018年11月17日）
- アインシュタインの相対性ラジオ（NHK-FM、2019年2月26日）
- M-1グランプリへの道! 兵動大樹の俺たち3回戦ボーイズ!（朝日放送ラジオ、2019年11月17日）
- ウラのウラまで浦川です（朝日放送ラジオ、2024年4月3日 - ）- 水曜隔週パートナー ※北村のみ

### 映画
- 『喜びの劇』（2018年、岡山県の地域映画）

## 単独ライブ
- 2015年
  - 『じゃんごジャンゴDjango』（7月11日、重元果物店）※初単独ライブ
  - 『じゃんごジャンゴDjango』（8月14日、重元果物店）
  - 『じゃんごジャンゴDjango』（9月4日、重元果物店）
  - 『じゃんごジャンゴDjango』（10月2日、重元果物店）
  - 『じゃんごジャンゴDjango』（11月13日、重元果物店）
  - 『じゃんごジャンゴDjango』（12月11日、重元果物店）
- 2016年
  - 『じゃんごジャンゴDjango』（1月15日、重元果物店）ゲスト：スーパールーパー
  - 『じゃんごジャンゴDjango』（2月12日、重元果物店）
  - 『じゃんごジャンゴDjango』（4月30日、丸亀市生涯学習センター）
  - 『じゃんごジャンゴDjango』（5月28日、丸亀市生涯学習センター）ゲスト：はね犬バンジー
  - 『じゃんごジャンゴDjango』（6月23日、丸亀市生涯学習センター）ゲスト：エトセトラ
  - 『じゃんごジャンゴDjango』（7月31日、丸亀市生涯学習センター）ゲスト：スーパールーパー、おいらがくさか
  - 『じゃんごジャンゴDjango』（8月14日、丸亀市生涯学習センター）ゲスト：データベース
  - 『じゃんごジャンゴDjango』（9月24日、丸亀市生涯学習センター）ゲスト：たこたまボーイズ
  - 『じゃんごジャンゴDjango』（10月22日、丸亀市生涯学習センター）ゲスト：ちからこぶ
  - 『じゃんごジャンゴDjango』（11月26日、丸亀市生涯学習センター）ゲスト：カベポスター
  - 『じゃんごジャンゴDjango』（12月24日、丸亀市生涯学習センター）ゲスト：職人
- 2017年
  - 『じゃんごジャンゴDjango』（1月28日、丸亀市生涯学習センター）ゲスト：バニラボックス
  - 『じゃんごジャンゴDjango』（2月25日、丸亀市生涯学習センター）
  - 丸亀市専属住みます芸人 丸亀じゃんご卒業ライブ『じゃんごジャンゴDjango-卒業-』（4月1日、丸亀市生涯学習センター）
- 2019年
  - 丸亀じゃんご漫才劇場初単独ライブ『じゃんごジャンゴDjango』（4月20日、よしもと漫才劇場/大阪）
  - 『じゃんごジャンゴDjango』（10月27日、よしもと漫才劇場/大阪）
- 2020年
  - 『じゃんごジャンゴDjango』（9月22日、よしもと漫才劇場/大阪）